# Sanjiao (köping i Kina, lat 31,60, long 106,41)
Sanjiao (kinesiska: 三蛟镇, 三蛟) är en köping i Kina. Den ligger i provinsen Sichuan, i den sydvästra delen av landet, omkring 250 kilometer nordost om provinshuvudstaden Chengdu. Antalet invånare är 13 573. Befolkningen består av 6 428 kvinnor och 7 145 män. Barn under 15 år utgör 19,0 %, vuxna 15-64 år 69 %, och äldre över 65 år 11,0 %.
Genomsnittlig årsnederbörd är 1 410 millimeter. Den regnigaste månaden är juli, med i genomsnitt 291 mm nederbörd, och den torraste är december, med 4 mm nederbörd.